# Доусон, Джордж, 5-й граф Портарлингтон
Лайонел Джордж Генри Сеймур Доусон-Дамер, 5-й граф Портарлингтон (англ. Lionel George Henry Seymour Dawson-Damer, 5th Earl of Portarlington; 19 августа 1858 — 31 августа 1900) — англо-ирландский пэр и землевладелец.

## Происхождение и образование
Родился 19 августа 1858 года. Старший сын Лайонела Доусона-Дамера, 4-го графа Портарлингтона (1832—1892), и достопочтенной Гарриет Лидии Монтегю (1829—1894), старшей дочери генерала Генри Монтегю, 6-го барона Рокби, и Магдалины Херли.
Он получил образование в Итонском колледже.

## Карьера

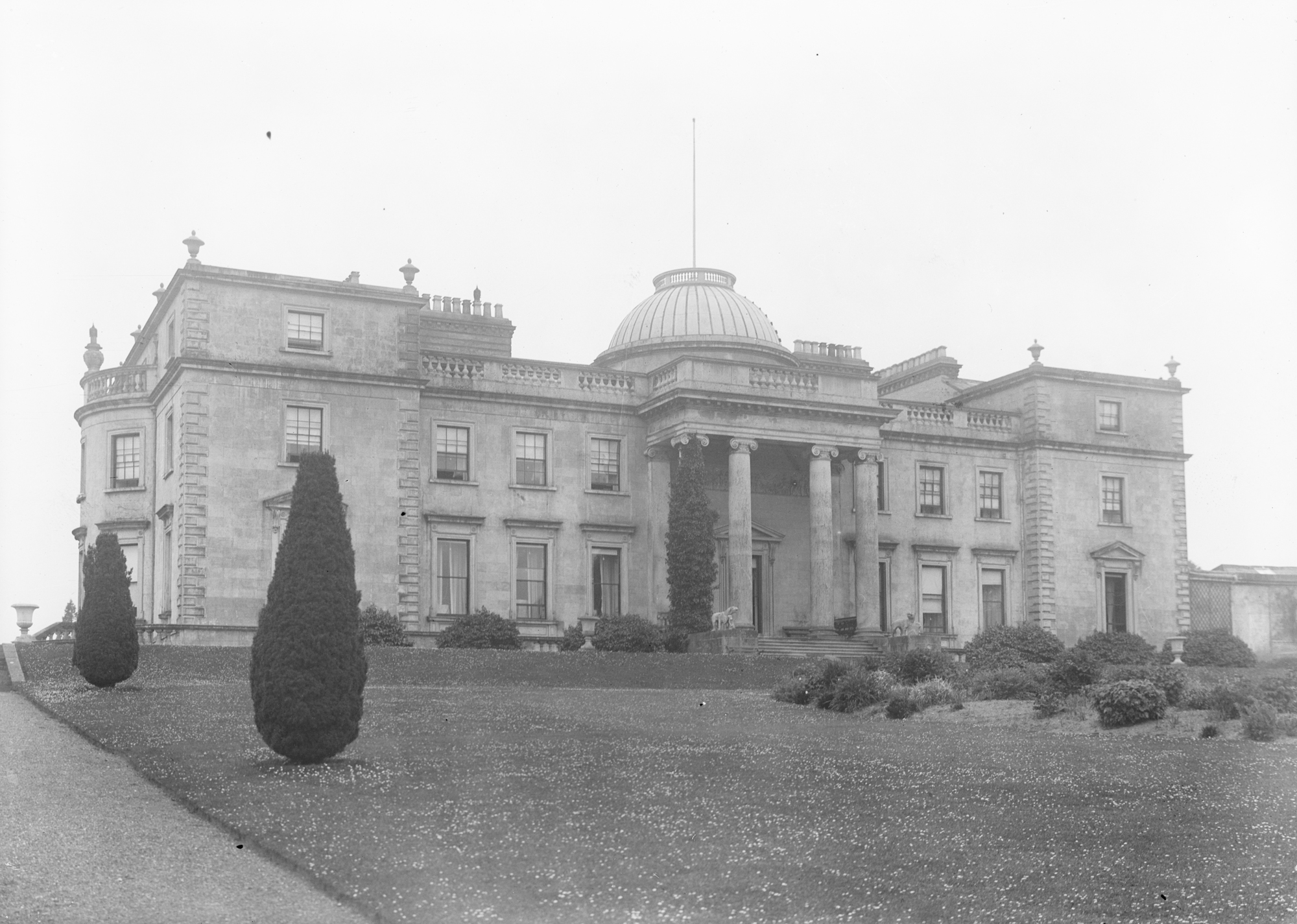
Эмо-Корт (1900—1920 годы)

Лейтенант 2-го батальона Шотландской гвардии в 1878—1886 годах, капитан и почётный майор Дорсетской йоменской кавалерии и почётный полковник 4-го батальона Ленстерского полка . Мировой судья графства Дорсет и графства Квинс, а также заместитель лейтенанта графства Дорсет.
17 декабря 1892 года после смерти своего отца Джордж Доусон-Дамер унаследовал титулы 5-го графа Портарлингтона в графстве Квинс (Пэрство Ирландии), 6-го виконта Карлоу в графстве Карлоу (Пэрство Ирландии) и 6-го барона Доусона из Доусонс-Корта в графстве Квинс (Пэрство Ирландии).
Унаследовав графский титул, лорд Портарлингтон также унаследовал Эмо-Корт, семейный особняк в неоклассическом стиле недалеко от деревни Эмо в графстве Лиишь (Ирландия), спроектированный архитектором Джеймсом Гэндоном в 1790 году для Джона Доусона, 1-го графа Портарлингтона. Хотя строительство началось в 1790-х годах, работы были завершено только в 1860-х годах 3-м графом Портарлингтоном.
С 1896 по 1900 год — один из ирландских пэров-представителей в Палате лордов Великобритании.

## Масонство
Лорд Портарлингтон был членом масонского братства и был назначен Великим офицером в 1897 году принцем Уэльским (будущим королем Эдуардом VII) в качестве старшего Великого Смотрителя, что было самой высокой должностью в Великой Ложе после заместителя Великого Мастера.

## Личная жизнь
25 октября 1881 года Джордж Доусон-Дамер, носивший титул виконта Карлоу, женился на Эмме Андалусии Фрере Кеннеди (20 октября 1861 — 13 мая 1929), единственной дочери Кэтрин Энн Мэй и лорда Найджела Кеннеди (младшего сына Арчибальда Кеннеди, графа Кассиллиса). У супругов было пятеро детей:
- Лайонел Джордж Генри Сеймур Доусон-Дамер, 6-й граф Портарлингтон (26 августа 1883 — 4 июля 1959), старший сын и преемник отца. В 1907 году он женился на Уиннифреде Юилл, единственной дочери Джорджа Скелтона Юилла[4][5].
- Леди Алин Мэри Сеймур Доусон-Дамер (18 октября 1884 — 12 сентября 1953), в 1904 году она вышла замуж за подполковника Валентина Вивиана, сына Уильяма Вивиана[1].
- Леди Кристиан Нора Доусон-Дамер (7 августа 1890 — 29 марта 1959), в 1914 году вышедшая замуж за капитана достопочтенного Фергуса Боуза-Лайона, сына Клода Боуз-Лайона, 14-го графа Стратмора и Кингхорна, и Сесилии Кавендиш-Бентинк. Сестрой Фергюса была королева Елизавета, королева-мать[6]. После того, как он был убит в 1915 году во время Первой мировой войны, в 1919 году она вышла замуж за капитана Уильяма Фредерика Мартина, сына Чарльза Уильяма Уолла Мартина[1].
- Достопочтенный Джордж Сеймур Доусон-Дамер (30 июля 1892 — 12 апреля 1917), лейтенант 10-го гусарского полка и Дорсетского йоменского полка, умерший от ран, полученных в бою во время Первой мировой войны[1].
- Леди Мойра Марджори Доусон-Дамер (23 марта 1897 — 17 апреля 1962), в 1924 году она вышла замуж за Джеймса Бринсли Питера Фицджеральда, сына Питера Дэвида Фицджеральда (сына сэра Питера Фицджеральда, 19-го рыцаря Керри)[1].

Лорд Портарлингтон скончался от «заложенности почек» в отеле Royal Palace в Остенде 31 августа 1900 года в возрасте 42 лет. Ему наследовал его старший сын Лайонел. После его смерти в 1901 году его вдова вышла замуж за Генри Портмана, 3-го виконта Портмана.